# Hiéroglyphe égyptien F33
Pour les articles homonymes, voir Queue.
La queue , en hiéroglyphes égyptiens, est classifiée dans la section F « Parties de mammifères » de la liste de Gardiner ; cet hiéroglyphe y est noté F33.

## Représentation
Il représente une queue de taureau (Bos taurus) attributs du pharaon. Il est translittéré sd. 

## Utilisation
| s | d · F33 |

| s | d · F33 |

d'où découle son utilisation en tant que phonogramme bilitère ou complément phonétique de valeur sd.